# Bruine eikenvlekmot
De bruine eikenvlekmot (Tischeria dodonaea) is een vlinder uit de familie vlekmineermotten (Tischeriidae). De wetenschappelijke naam is voor het eerst geldig gepubliceerd in 1858 door Stainton.
De soort komt voor in Europa.